# Labeo nunensis
Labeo nunensis är en fiskart som beskrevs av Pellegrin 1929. Labeo nunensis ingår i släktet Labeo och familjen karpfiskar. IUCN kategoriserar arten globalt som livskraftig. Inga underarter finns listade i Catalogue of Life.